# Zakład Języków i Kultur Indii i Azji Południowej Instytutu Orientalistyki Uniwersytetu Jagiellońskiego
Zakład Języków i Kultur Indii i Azji Południowej (do 26 maja 2014 roku Zakład Indianistyki) jest jednostką organizacyjną Instytutu Orientalistyki na Wydziale Filologicznym Uniwersytetu Jagiellońskiego.

## Historia
Początki studiów indologicznych na Uniwersytecie Jagiellońskim (i w Polsce) sięgają 1860 roku, kiedy to prof. Bernard Jülg, językoznawca, zainicjował wykłady dotyczące gramatyki sanskrytu. Tradycję kontynuowali Jan Baudouin de Courtenay, który nauczał sanskrytu w latach 1894–1898, a następnie Jan Rozwadowski (lata 1899–1926). W 1912 roku pracę na Uniwersytecie Jagiellońskim rozpoczął wybitny indolog, autor pośmiertnie wydanego (1932) podręcznika do nauczania sanskrytu, Andrzej Gawroński.
W 1893 roku, dzięki staraniom Leona Mańkowskiego, utworzono Katedrę Sanskrytu. W latach 1927–1948 jednostką kierowała Helena Willman-Grabowska, pierwsza profesor w historii Uniwersytetu Jagiellońskiego i założycielka Towarzystwa Przyjaźni Indyjsko-Polskiej w Kalkucie i Bombaju.
Po ćwierćwiecznej przerwie w działalności, jednostkę otwarto ponownie w 1973 roku. Kierownikiem Zakładu Indianistyki został prof. Tadeusz Pobożniak. Jego następca, mgr Józef Lączak, kierował Zakładem w latach 1980–1989 . W tym czasie zwiększono liczbę pracowników oraz opracowano nowy program studiów. W latach późniejszych Zakładem kierowali kolejno: dr Przemysław Piekarski, dr hab. Lidia Sudyka, prof. Marzenna Czerniak-Drożdżowicz, dr hab. Cezary Galewicz. Od roku 2015 funkcję kierownika sprawuje dr hab. Iwona Milewska.
W latach 2011–2014 przy Zakładzie działała fundowana przez rządową instytucję Indian Council for Cultural Relations Katedra Języka i Kultury Tamilskiej (ICCR Tamil Chair). 27 lutego 2017 roku podpisano umowę dotyczącą uruchomienia Katedry Studiów Indyjskich (ICCR Chair of Indian Studies).
Od 2010 studenci należący do działającego przy zakładzie Koła Naukowego Indologów UJ organizują festiwal Dni Indyjskie w Krakowie (do 2012 roku Dni Indii).

## Obszary badawcze
Obecnie główne obszary badań pracowników Zakładu Języków i Kultur Indii i Azji Południowej to:
- kultury literackie Indii i Azji Południowej
- tradycje literackie sanskrytu, hindi, urdu oraz języków południa Indii
- zagadnienia językoznawstwa historycznego i porównawczego języków Indii
- problemy teoretyczno-literackie w literackich kulturach Azji Południowej
- cywilizacje Azji Południowej w świetle źródeł pisanych
- tradycje religijne i kanony tekstów religijnych Półwyspu Indyjskiego
- historia sztuki Indii, religijna sztuka Indii
- historia i historiografia Indii w kontekście makroregionu Azji Południowej
- teoria i praktyka przekładów literackich z literatur indyjskich
- problemy współczesnych literatur indyjskich
- badania terenowe dot. współczesnych postaci tradycji literackich i religijnych Azji Południowej.

## Program studiów
Zakład prowadzi studia pierwszego i drugiego stopnia na kierunku neofilologia, specjalność: filologia orientalna – indologia.
- Studia pierwszego stopnia (licencjackie) obejmują praktyczne i teoretyczne zagadnienia języków i literatur Półwyspu Indyjskiego w zakresie hindi i sanskrytu, a także zagadnienia historii, procesów cywilizacyjnych i kulturotwórczych, tradycji religijnych i sztuk Indii w makroregionalnym kontekście Azji Południowej[8].
- Studia drugiego stopnia (magisterskie) oferują do wyboru dwie ścieżki językowe: hindi i sanskryt. Od roku akademickiego 2014/2015 studenci mogą wybrać drugi język indyjski spośród urdu, tamilskiego, hindi i sanskrytu. Poza lektoratami oraz zajęciami dotyczącymi przekładu z literatur indyjskich studia obejmują m.in. kursy dotyczące filozofii indyjskiej oraz tradycji literackich i religijnych Azji Południowej[9].

## Współpraca międzynarodowa
Ośrodki partnerskie w Europie:
- Institut für Südasien-, Tibet- und Buddhismuskunde, Uniwersytet Wiedeński
- Institut für Kultur- und Geistesgeschichte Asiens, Austriacka Akademia Nauk, Wiedeń
- Ústav jižní a centrální Asie, Uniwersytet Karola, Praga
- Uniwersytet Helsiński
- Institute for Area Studies, Uniwersytet w Lejdzie
- Südasien-Institut, Uniwersytet w Heidelbergu
- Institut for kulturstudier og orientalske språk, Uniwersytet w Oslo
- Centre for South Asian Studies, School of Social and Political Science, Uniwersytet Edynburski
- All Souls College, Uniwersytet Oksfordzki
- Dipartimento di Filologia classica, Glottologia e Scienze storiche dell'Antichità e del Medioevo, Uniwersytet w Cagliari
- Dipartimento di Studi letterari, filologici e linguistici, Uniwersytet w Mediolanie
- Dipartimento Istituto Italiano di Studi Orientali, Uniwersytet Rzymski „La Sapienza”
- Department of Indology and Far Eastern Studies, Faculty of Humanities and Social Sciences, Uniwersytet w Zagrzebiu.

Ośrodki partnerskie w Indiach:
- Ecole française d'Extrême-Orient, Pondicherry
- uniwersytety w Delhi, Kalikacie, Punie, Hajdarabadzie, Tirupati, Madrasie.

Od 2011 roku Zakład należy do European Consortium for Asian Field Studies (ECAF), z siedzibą w Paryżu. W ramach czterostronnej umowy współpracuje także z ośrodkami indologicznymi na uniwersytetach w Pradze, Mediolanie i Warszawie: badania koncentrują się na sanskryckiej i tamilskiej literaturze klasycznej. Zakład jest członkiem sieci CEENIS (Central & Eastern European Network of Indian Studies).
Zakład Języków i Kultur Indii i Azji Południowej wydaje rocznik „Cracow Indological Studies”.

## Zespół
Źródło:
- kierownik: dr hab. Halina Marlewicz
- prof. dr hab. Marzenna Czerniak-Drożdżowicz
- prof. dr hab. Lidia Sudyka
- dr hab. Iwona Milewska
- dr Piotr Borek
- dr Ewa Dębicka-Borek
- dr Anna Nitecka
- mgr Małgorzata Sadkowska
- mgr Umesh Nautiyal
- mgr Magdalena Varga